# Relient K
Relient K (аббревиатура: RK) — американская рок-группа, основанная Мэттом Тиссеном, Брайаном Питтманом и Мэттом Хупсом в 1998 году, в Кантоне.
На момент создания Relient K её основатели еще учились в школе. Объединению участников способствовали совместные походы в церковь. Название группа получила благодаря машине отца Мэтта Хупса, Relient Kar (произошла замена «С» на «К») или Relient K.
Группа является ярким примером современной христианской музыки, совмещая в себе жанры христианского рока и христианского панка.
За время своего существования Relient K успели записать шесть студийных альбомов, семь синглов, два рождественских альбома.

## История

### All Work and No Play, Relient K (1998—2000)
В январе 1998 года в группу приходит ударник Тодд Франсконе, и происходит первая демо запись All Work and No Play. Она попадает в руки Тоби Мака, который впоследствии становится продюсером группы. В 2000 году в состав входит Дэйв Дуглас, происходит запись дебютного альбома под названием Relient K на студии Gotee. Особую популярность получили песни Wake Up Call, Softer to me и My girlfriend. Клип на песню My girlfriend удостоился премии Billboard Video Music Award, ребята были номинированы на Dove awards. Relient K начинают воспринимать как основателей новой эпохи христианского панк-рока.

### Anatomy of the Tongue in Cheek (2001)
В 2001 году настоящую популярность группе приносит альбом Anatomy of the Tongue in Cheek, разошедшийся тиражом в 300000 копий. Огромный успех имели песни Those Words Are Not Enough, Less Is More и Sadie Hawkins Dance. В десятку лучших христианских рок-песен года вошла Pressing on. Одна из песен альбома (For The Moments I Feel Faith) была посвящена девушке, изнасилованной и убитой незадолго до этого в Огайо.

### Two Lefts Don’t Make A Right (2003)
В 2002 году Relient K записывают сингл Employee of the Month и отправляются в совместный тур с Switchfoot. 2003 год приносит группе очередной популярный альбом под названием Two Lefts Don’t Make A Right. За первую неделю продано 64000 копий. Альбом получает Dove Awards как «Модерн-рок альбом года». Relient K номинирована на Грэмми как «Лучший христианский рок-альбом». В этом же году Relient K отправляются в Everybody Wants to Rule the World Tour вместе с Anberlin и Don’t Look Down. В том же году вышел потрясающий поп-панковый альбом Deck The Halls, Bruise Your Hand.

### Mmhmm (2004—2006)
С появлением на свет в 2004 году альбом Mmhmm, над которым работали Тодд Лорд-Элд и Джей Макнелли, за первую неделю достиг 15-го места в чарте Billboard. Затем был подписан контракт с мейнстримовым лейблом Capitol Records.

### Five Score and Seven Years Ago, The Bird and the Bee Sides (2007—2008)
6 марта 2007 года вышел пятый альбом Five Score and Seven Years Ago. 18 Октября 2007 года из группы уходит барабанщик Дэйв Дуглас. На его место приходит 12 Февраля 2008 года Этан Лак. В новом составе Relient K отправляются в Warped Tour 2008, вскоре после которого записывают The Bird and the Bee Sides — новый двусторонний альбом из 26 песен. В конце 2008 года Relient K принимает участие в шоу Jay Leno, выступает с концертами в турах The Uncle Fest Tour и The Winter Wonder Slam Tour.

### Forget And Not Slow Down, Is for Karaoke (2009—2011)
Весной 2009 года начинается работа над новым альбомом, и осенью на прилавки попадает Forget And Not Slow Down, стартовавший с 15 места в Биллборде. Альбом посвящён разрыву между Мэттом Тиссеном и его девушкой Шеннон. Вскоре после записи альбома Relient K отправляются в туры A Three Hour Tour и Winter Wonder Slam 2010. В 2011 году выпускается альбом из семи песен Is for Karaoke.

## Состав
- Мэтт Тиссен — вокал, гитара, клавиши
- Мэттью Хупс — гитара, бэк-вокал

## Покинувшие группу в 2013 году
- Джон Уорн — бас-гитара, бэк-вокал
- Джонатан Шнек — гитара, бэк-вокал
- Этан Лак — барабаны

## Дискография
- Relient K (2000)
- The Anatomy of the Tongue in Cheek (2001)
- Two Lefts Don’t Make a Right (2003)
- Mmhmm (2004)
- Five Score and Seven Years Ago (2007)
- The Bird and the Bee Sides (2008)
- Forget and Not Slow Down (2009)
- Is for Karaoke (2011)
- Air for Free (2016)

## Туры и выступления
- Parachute Music Festival в Новой Зеландии (2004 и 2012)
- Vans Warped Tour (2005, 2008 и 2011)
- Nintendo Fusion Tour (2006)
- Музыкальный тур McDonald’s Summer 2007
- Выступление в Лос-Анджелесе на премьере фильма «Эван всемогущий».
- На «Вечернем шоу с Джейем Лено» и «Позднем вечере с Конаном О’Брайаном» были исполнены «Must Have Done Something Right», «The Best Thing» и «Sleigh Ride».
- The Uncle Fest Tour (2008)
- The Winter Wonder Slam Tour (2008)
- Тур по австралии в сентябре 2009 года.
- Three-Hour Tour (2009)
- Winter Wonder Slam (2009)
- Honda Civic Tour (2010)
- Гастроли с Sherwood и Deas Vail (2010)
- Выступление в День Веры (14 мая) в Кливленде, штат Огайо (2011).